# Miranda van Kralingen
Liliane Miranda Nicolette (Miranda) van Kralingen (Oosterbeek, 5 januari 1960) is een Nederlandse operazangeres (sopraan).
Zij studeerde aan het Sweelinck-conservatorium in Amsterdam bij Ank Reinders. In 1987 slaagde ze cum laude voor haar eindexamen solozang. Ze volgde in 1987 een masterclass bij Elisabeth Schwarzkopf in het Amsterdamse Concertgebouw. Tijdens het slotconcert in de categorie 'Jong Nederlands Talent' zong ze de Vier letzte Lieder van Richard Strauss. Dat concert werd uitgezonden op radio en televisie en ze was op slag beroemd. 
Ze werd operazangeres en werkte mee aan veel producties bij verschillende operagezelschappen. In 1990 debuteerde ze in het buitenland (Braunschweig) als La Contessa Almaviva in Le nozze di Figaro van Wolfgang Amadeus Mozart.
Ze verwierf in binnen- en buitenland de reputatie van "zingende actrice". In 2007 trad ze op in de rol van Bianca Castafiore ("de Milanese nachtegaal") in de musical Kuifje: De Zonnetempel.
Miranda van Kralingen was van 2004-2016 artistiek leider en intendant van Opera Zuid. 
De in 2012 overleden actrice Will van Kralingen was een zus van haar. Haar ouders waren Willem Frederik van Kralingen, leraar Frans en Johanna Gozina Breimer.
Van Kralingen was op 19 december eenmalig jurylid van Maestro.

## Discografie
- 2007: Mozart - Concert Arias.[4]